# Uildriks (waterschap)
Uildriks is een voormalig waterschap in de Nederlandse provincie Groningen.
Het schapje dat was ingeklemd tussen de Scharmer-Oostpolder en de Tilburgpolder, lag ten noorden van Kolham en wordt tegenwoordig geheel ingenomen door een meertje aan het begin van de Scharmer Ae. De molen van de eenmanspolder sloeg uit op de Scharmer Ae en werd alleen 's zomers gebruikt.
Waterstaatkundig gezien ligt het gebied sinds 2000 binnen dat van het waterschap Hunze en Aa's.